# Thalia (Kino, Dresden)

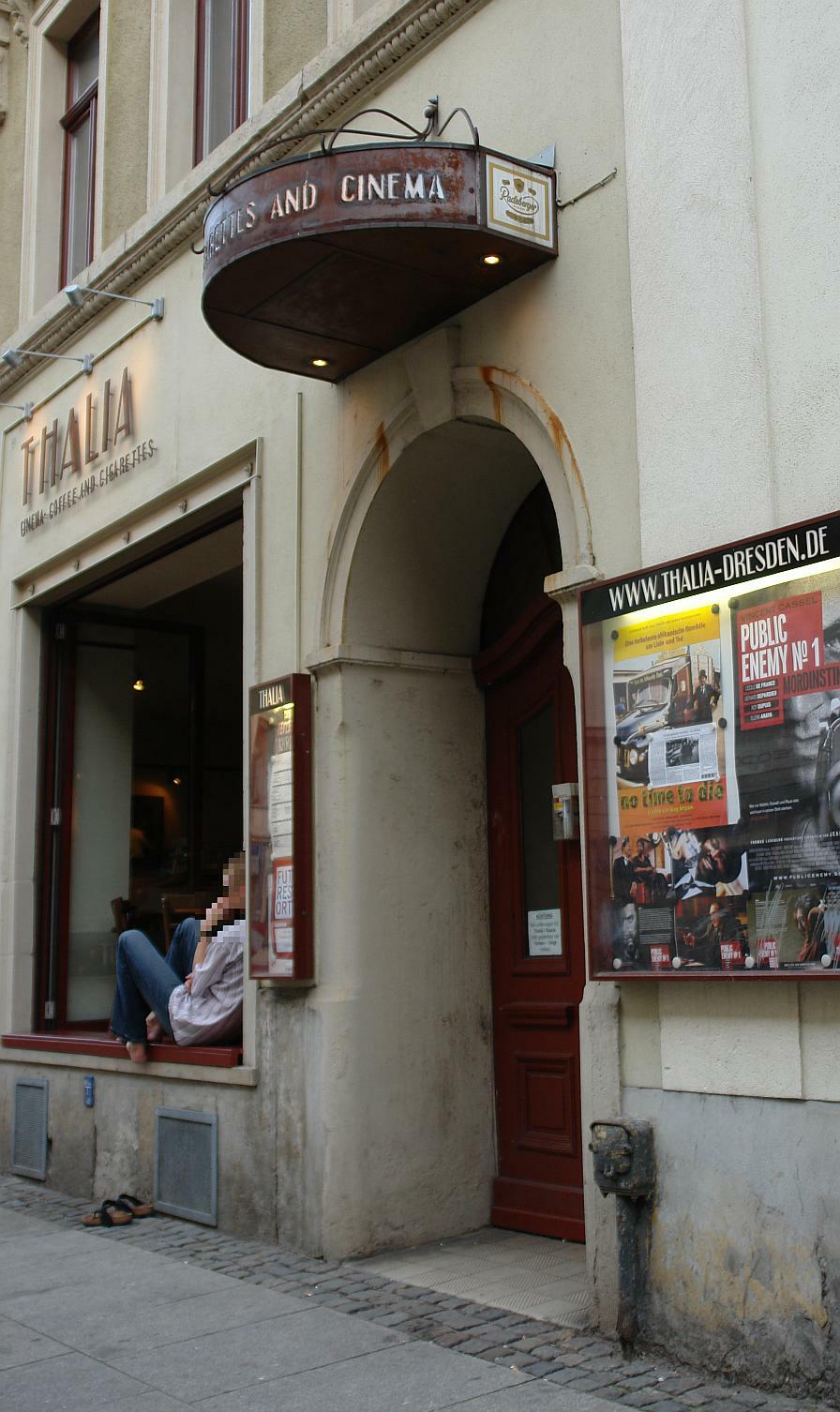
Thalia in Dresden

Das Thalia ist eines der kleinsten Dresdner Kinos, inmitten der Dresdner Neustadt auf der Görlitzer Straße 6. Das Thalia ist ein Programmkino mit insgesamt 75 Sitzplätzen. Die Besonderheit war, dass bis zum Januar 2008 geraucht werden durfte, daher auch der Untertitel: „Cinema . Coffee and Cigarettes“, welcher mit seinen drei "C" gleichwohl eine Anlehnung an das früher als "TTT" geführte Haus ist.

## Geschichte
Gegen Ende des 19. Jahrhunderts befand sich an dieser Stelle das vor allem als Thymians Thalia-Theater bekannt gewordene Volkstheater unter Leitung des Humoristen und Volkssängers Emil Winter-Tymian. An der Stelle, an der sich jetzt das Kino befindet, befanden sich damals Theaterkasse, Restaurant und Café. Der eigentliche Theatersaal erstreckte sich im Hof und bot bis zu 700 Personen Platz. Eine der ehemaligen Außenmauern des Saales ist im jetzigen Biergarten zu sehen.
Das Theater war 1889 als Apollotheater eröffnet und 1905 in Edentheater umbenannt worden. Ab 1910 hieß es dann Thymians Thalia-Theater, nach 1926 auch kurzzeitig Ehtor-Bühne. Das Hauptgebäude des Theaters wurde 1945 komplett zerstört.
Am 21. Oktober 2004 eröffnete der Dresdner Stephan Raack das ehemalige Theater als Programmkino neu. In den Jahren 2005 bis 2014 war es eines von 200 Preisträgern des Kinoprogrammpreises des BKM und gewann im Jahr 2011 den Hauptpreis für das beste Kurzfilmabspiel. 2005 bis 2007, 2009 bis 2010 und 2012 bis 2014 war es eines von vier Preisträgern des Kinoprogrammpreises Mitteldeutschland. 
Am 9. September 2008 und am 20. September 2011 wurde das Kino in Leipzig als bestes Programmkino in Sachsen, Sachsen-Anhalt und Thüringen ausgezeichnet. Der Preis ist mit 10.000 Euro dotiert und wird von der Mitteldeutschen Medienförderung und dem Mitteldeutschen Film- und Fernsehproduzentenverband verliehen – Kriterien dafür sind neben der Qualität der Filme der Anteil an deutschen und mitteldeutschen, europäischen sowie Kinder- und Dokumentarfilmen.